# 忽察
忽察（?—?），元定宗贵由的长子。
忽察以贵由长子觊觎汗位，而众望不服。拔都定议，立蒙哥，忽察不平，计划反对蒙哥。蒙哥即位，会盟诸王，忽察与弟腦忽、从兄失烈门，藏兵器在车中，载以至。事法，审问得实，忽察、脑忽免死，安置和林西失剌豁罗罕之地。《元史》记载忽察有二子：亦儿监藏、完者也不干；《史集》记载，忽察有二子秃苦灭、八剌朮，《五族谱》认为南平王秃鲁也是忽察的儿子。

## 资料来源
- 《元史·宗室世系表》
- 《新元史》